# Château fort d'Arnay-le-Duc
Le château fort d'Arnay-le-Duc était un château-fort médiéval situé à Arnay-le-Duc en Côte-d'Or dont ne subsiste qu'une tour dite tour de la Motte forte.

## Localisation
La Motte forte est située sur la place centrale du bourg d'Arnay-le-Duc.

## Historique
Construit sur un ancien castrum gallo-romain, la première motte forte semble remonter au haut Moyen Âge. Dès 1092, le seigneur d’Arnay fait don au village de sa chapelle castrale comme église paroissiale et, en 1216, Hughes d’Arnay cède son château au duc de Bourgogne. En 1361, après le décès de Philippe de Rouvres, dernier seigneur d’Arnay, il revient aux habitants avec obligation de l’entretenir, de le défendre. Dans ce cadre, la tour de la Motte est construite en 1529. À la suite de la bataille d'Arnay, le 1er juin 1570, l'ensemble se dégrade et, à partir 1593, le château est démantelé et ses pierres sont réemployées à divers entretiens et constructions.
La tour de la Motte préservée, sert de prison, d'hôtel de ville et de bibliothèque jusqu'à la Révolution. Elle est classée au titre des Monuments Historiques par arrêté du 16 mars 1921.

## Architecture et description
Le château occupait une plate-forme carrée ceinte de murs d’environ 120 mètres de côté avec une tour et une entrée cochère à chaque angle, les grandes  voies romaines de la région se croisant dans la cour.
La tour crénelée de la Motte forte est le seul vestige de l'ancien château fort de la Motte Forte. Elle possède 3 étages et est couronnée de mâchicoulis couverts sur consoles à ressauts.